# Добровляны (Сморгонский район)
Добровля́ны (бел. Дабраўля́ны) — деревня в Сморгонском районе Гродненской области Беларуси. Входит в состав Жодишковского сельсовета.
Добровляны расположены возле озера Свирь, в окружении трех рек — Ошмянки, Виленки и Вилии. В XIX веке крупными местечками по соседству были Сморгонь и Свенцяны (сейчас Швянчёнис).
|
Во втором разделе краеведческой книги Чеслава Янковского «Ошмянский уезд: материалы по истории земли и народа» (1897) есть сведения, что Добровляны (Дубровляны) первоначально назывались Дуброва.

## История

### Эпоха феодализма
Добровляны не являлись родовым гнездом одной фамилии, а на протяжении многих веков переходили к различным владельцам. Первые сведения про Добровляны относятся к XVI веку, когда им владели ошмянские обыватели Зеновичи. От них Добровляны перешли к ошмянскому подкоморнику Адаму Пиоскому.
В 1526 году Добровляны упоминаются как владение Льва Ивановича Росского Борейши. В 1529 году князь Щастный Мартинович Свирский продал одного крепостного крестьянина в Добровлянах господину Росскому. В том же году князь Лукаш Мартинович Свирский заключил соглашение в деле о дубровлянских крестьянах.
В 1534 г. князь Петр Михайлович Свирский продал свою часть земель в Дубровлянах боярину Мордасу. Князь Космос (Кузьма) Михайлович Свирский передал двух крестьян в Дубровлянах своему брату Андрею. В 1545 г. сыновья Андрея Юхновича Свирского — Ян, Николай, Станислав и Павел упоминаются в документе, согласно которому сделали обмен участков земли с Росским в Дубровлянах. В 1554 г. Сигизмунд, сын князя Лукаша Мартиновича Свирского, продал луг в Дубровлянах.

В «Пописе войска литовского 1567 года» два различных имения Дубровляны и Добровляны Ошмянского поветав фигурируют в качестве владения пана Стефана Росского:
« Месеца октебра 4 дня… Пан Стефан Росский з ыменья своего з Дубровлян, а з другого Добровлян же, Заболотья в повете Ошменском; к тому з дворцов двух з Сырмяжы и з Вяжы в том же повете; а з Кондрытишков в том же повете; а з Дорогова в повете Новогрудском; и с Полян дворца в повете Виленском; а з Мосара в повете Ошменском; зо всих тых именей ставил коней 18 — по гусарскому коней 14 с тар., з древ., а по казацку коней 4; вси в панцр., при.. Сам служит пану воеводе Виленскому, выслал на свое месцо Станислава Кавецкого на особливом кони. Всих коней девятнадцать. Он же ставил драбов 9 — в барве з руч.5 а з рогати 4».
В 1573 году также упоминаются, как владение Стефана Росского. В документе 1584 года 5 сыновей Яна Андреевича Свирского — Щастный, Станислав, Мальхер, Каспар и Николай — продали земельные участки в Дубровлянах Росскому. В следующем году в той же местности братья поменялись с ним земельными участками.
В 1590 году Добровляны принадлежали Адаму Стефановичу Росскому. В 1595 имение перешло от Адама Стефановича Росского к Екатерине Швайковской из Росских. В XVII—XVIII вв. владельцы имения довольно часто менялись.
В 1628-1650 гг. Добровляны были имуществом Яна и Софьи Стабровских.
В 1647 году — Каспар Юрий Дождьбог Стефан, Михаил Стабровские.
В 1650 году Добровлянами владел декан ксендз Войтех Жабинский. В том же году Добровляны перешли к Яну и Екатерине Подбипяткам.
В 1685 году Флориан Доброгост Побипятка продает за 155 000 злотых Добровляны вместе с Нестанишками и Заблотьем Богуславу Александру Унеховскому и Варваре Унеховской. В «Подымных реестрах Виленского воеводства» за 1690 год есть следующая запись: «В парафии свирской Добровляны: вельм. его мил. пан Богуслав Униховский, воевода троцкий: в 1667 г. −60 дымов, в 1690—180 дымов».
В 1719 году имением владел Якуб Дунин из Скринна (ок.1680-1730), герба «Лебедь», у которого были дети Алексей Дунин (ум. 1750) и Варвара Урсула из Дунинов княгиня Сангушко (1718—1791). В 1744 Якуб Дунин продает имение за четверть миллиона злотых своему зятю — князю Павелу Каролю Сангушко (1685—1730), герба «Литовская Погоня». С 1775 года имением владел его сын — князь Иероним Сангушко (1743—1812), последний воевода волынский.
В 1785 году он продал имение Марианне Абрамович и её сыновьям — Андрею и Иоахиму.
В 1787 году имением владел Иоахим Абрамович.
С 1811 года — Игнатий Иоахимович Абрамович.
В 1818 году Игнатий Абрамович, достигший совершеннолетия, продал в рассрочку имение графу Адаму Гюнтеру фон Гейльдельшейму, а сам уехал жить в Париж.
В 1824 году граф Адам Гюнтер (1782—1854) и его жена Александра Констанция Гюнтер из Тизенгаузов (1781—1843) заложили угловой камень под новый дворец Добровлянах. Благодаря их стараниям, усадьба Гюнтеров превратилась в настоящий культурный центр для местного дворянства. Провинциальная жизнь в Добровлянах первой половины ХІХ столетия хорошо описаны в мемуарах их младшей дочери — Альбины Габриелы Пузыни из Гюнтеров (1815, Вильня −16.08.1869, Городилово).
Во время восстания 1830 года граф Адам Гюнтер вошел в состав повстанческого Временного правительства Свенцянского уезда, за что позднее предстал перед судом.
В 1851 году Адам Гюнтер разделил свое имущество между тремя дочерьми: Матильдой Бучинской, Идой Мостовской и Габриелой Пузыной. В денежном эквиваленте на долю каждой из сестер припадало по 116 992 рублей серебром и 33 1/3 копеек. Тогда Матильда взяла себе Добровляны и фольварок Надбрезье с доплатой сестрам по 21 326 рублей серебром. Ида Мостовская взяла себе Старицу в Игуменском уезде, которую отец приобрел у Стефании Радзивилловны. Габриеле Пузыни достались имения Заболоть и Нестанишки в Свенцянском уезде, с деревнями и застенками, а также Игумен в Дисненском уезде. В Нестанишках, в четверти версты от парафиального костела, Габриела построила себе усадьбу и назвала её Потулин.
В 1861 году имение Дубровляны, принадлежащее Матильде Бучинской, насчитывало 903 крепостных душ мужского пола (в том числе 10 дворовых) и 221 двор, из которых 175 были издельные и 46 смешанных, состоящих частично на оброке и частично на барщине.. Всего удобной земли в имении было 2210 десятин (по 2,5 десятины на душу). Величина денежного оброка была по 2 руб. с барщинных дворов и по 25 руб. со смешанных (кроме пригона отбывали все повинности, как и барщинные).. Барщинные дворы выполняли следующие натуральные повинности: караул из 6 человек, выпрясть 1 тальку, 6 фунтов толстой, дать 2 курицы, 10 яиц, копу грибов. Пригона выполняли по 104 дня крепостные мужского и женского пола. Сгона по 24 дня со двора. Смешанные дворы выполняли также натуральные повинности: очередной караул, 2 курицы, 10 яиц, копу грибов. Смешанные дворы отбывали 156 дней пригону в году и 12 дней сгону со двора.

### Эпоха капитализма (1861—1914)
С марта 1862 и до 22 февраля 1864 года в Добровлянах прятался от преследования царской администрации Винцент Дунин-Марцинкевич. В марте 1862 года временный военный губернатор Минской губернии генерал-майор Кушалев разослал циркуляр, в котором было написано: «По полученным мною правдивым сведениям выясняется, что помещиком Марцинкевичем написаны на народном белорусском языке возмутительное стихотворение под заглавием „Гутарка старого деда“, что имеет целью возбудить крестьян западных губерний против правительства, … и что г. Марцинкевич старается распространять произведение свое… среди простого народа». Винцент Дунин-Марцинкевич нашел приют в Добровлянах у Матильды Бучинской. После того как имение Добровляны Свенцянского уезда было секвестровано, с 22 февраля 1864 года вынужден был переехать в близлежащее местечко Свирь, где проживал полгода до самого своего ареста.
Согласно сведениям из «Географического словаря Королевства Польского и других слованских стран» (Варшава, 1881) сельский округ Добровлян в Нестанишской волости включал в себя следующие населенные пункты: Завидиненты, Лылойти, Супроненты, Кривоносы, Хведкевичи, Хотиловичи, Позборцы, Радюши, Туща, Нороты, Заборье, Рудники, Михничи, Леоновичи, Синий Ручей, Голодничи, Кочерга, Свейшне, Костюки, Дубники, Купщизна, Стрепелишки, Малинишки, застенок Сухаревщизна.
В 1881 году Добровляны принадлежали генерал-лейтенанту свиты Его Императорского Величества Станиславу Хоминскому (1804—1886), герба «Лис», владельцу поместья в Ольшево (сейчас деревня в Мядельском районе).
В 1886 году Добровляны достались его сыну Зигмунту (Сигизмунду) Хоминскому на Бакштах (1860—1937), который это имение вместе с другими в Свири и Сидоришках проиграл в карты. Первая жена Зигмунта Хоминского умерла 9 февраля 1888 года в Добровлянах. Франтишке Хоминской (в девичестве Горватт) было 24 года и её похоронили в Константиново возле Свири. От этого брака у него были сыновья Станислав Кароль Юзеф Хоминский (род. в 1886 г.) и русский поэт Артур Франц Юлиан Хоминский (1888 — после 1915), родившийся незадолго до смерти матери. Второй женой была Юзефа Скирмунт (1863—1899), с которой обвенчался 6 августа 1889 года в Вильно. От этого брака родился сын Сигизмунд. Около 1910 года он женился в третий раз на Констанции Фокс-Потоцкой (1890—1982).

### Первая мировая война
В сентябре 1915 года, во время Свенцянского прорыва фронта кайзеровскими войсками, 9-й Сибирский казачий полк отступал от превосходящих сил возле озера Свирь и проходил рядом с Добровлянами. Обойдя озеро Свирь, полк резко повернул на север на Годутишки.
После ликвидации Свенцянского прорыва, линия фронта стабилизировалась в районе озёр Свирь и Нарочь. Добровляны оказались на немецкой территории на два с половиной года.

### Советско-польская война
«В Добровлянах (двор пана Хоминского) крестьяне открыли столовую, где пользуются около 200 лиц беднейших крестьян питанием. Во всей волости господствует страшнейший голод. По всей околице вертятся различные темняки-спекулянты, которые скупают зерно за большие деньги» — газета «Hramadzianin» (Вильня).- № 10. — 18 февраля 1919 г.

## Памятники архитектуры
- Дворец в Добровлянах (сохранились следы фундамента).
- Хозяйственная постройка Гюнтеров (XVIII) из красного кирпича;
- Часовня в Добровлянах (XIX);
- Придорожная часовня в Добровлянах.